# مایلو پرسمن
مایلو پرسمن شخصیتی تلویزیونی است که اریک بالفور نقش آن را در سریال ۲۴ بازی می‌کند.

## فصل اول
مایلو برای اولین بار در قسمت‌هایی از فصل اول سریال ۲۴ دیده شد. او در این فصل کارهای کامپیوتری ctu را انجام می‌دهد.

## فصل ششم
او برای دومین بار در فصل ششم ۲۴ دیده می‌شود.
مایلو عاشق نادیه یاسر مدیر ctu است تا جایی که وقتی مردان چنگ ژی به سی‌تی‌یو حمله می‌کنند و می‌پرسند چه کسی مدیر سی‌تی‌یو است، مایلو به جای نادیه بلند می‌شود و آن‌ها بلافاصله مایلو را می‌کشند.